# 遂湾联合抗日救亡宣传工作团活动旧址
遂湾联合抗日救亡宣传工作团活动旧址，位于中国广东省湛江市麻章镇麻章小学内，为湛江市的一个市、县级文物保护单位，类型为近现代重要史迹及代表性建筑，公布时间为1991年6月20日。
遂湾联合抗日救亡宣传工作团活动旧址的历史年代为1397年。